# Вступ на престол короля Чарльза III
Чарльз III став королем Сполученого Королівства та інших королівств Співдружності після смерті його матері королеви Єлизавети II 8 вересня 2022 року.
73-річний Чарльз став найстарішим монархом в історії Великої Британії, який коли-небудь сходив на престол.

## Хід подій
10 вересня 2022 року, через два дні після смерті королеви Єлизавети II, Рада престолонаслідування (англ. Accession Council) зібралася в Палаці Святого Якова, щоб офіційно проголосити королем Чарльза III. Британський парламент зібрався на засідання відразу після смерті королеви Єлизавети II увечері 8 вересня. Депутати присягали на вірність королю Чарльзу III та висловлювали співчуття з приводу смерті королеви. Більшість парламентських заходів було призупинено на 10 днів до похорону королеви Єлизавети II. О 15:30 король Чарльз III прийняв на аудієнцію прем'єр-міністра та членів кабінету Сполученого Королівства. Через два дні після смерті королеви уряди Шотландії, Уельсу та Північної Ірландії оголосили короля Чарльза III. Після похорону королеви Єлизавети II, Чарльз як новопризначений монарх вирушив у турне Британією.

### Коронація
Коронація Чарльза III та його дружини Камілли відбулася 6 травня 2023 року у Вестмінстерському абатстві в Лондоні, де службу провів архієпископ Кентерберійський Джастін Велбі. Святкування коронації тривала три дні, тож британці отримали  додатковий вихідний день у понеділок, 8 травня. 
Чарльз став 40-м правлячим монархом Великої Британії. Разом із Чарльзом коронували і Каміллу. Дружина монарха офіційно стала королевою-консортом.
Росія, Білорусь, Іран та М'янма — не запрошені на коронацію короля Чарльза III.
4 травня 2023 року з візитом до Лондона на коронацію короля Чарльза III прибула Олена Зеленська.